# Алексіс Ромао
Жак-Алексі́с Ромао́ (фр. Jacques-Alaixys Romao; нар. 18 січня 1984, Л'Аї-ле-Роз, Франція) — тоголезький футболіст, півзахисник національної збірної Того та клубу «Іонікос».
Виступав, зокрема, за клуби «Гренобль», «Лор'ян», «Марсель», «Реймс» та «Олімпіакос», а також національну збірну Того.

## Клубна кар'єра
Вихованець футбольної школи клубу «Тулуза».
У дорослому футболі дебютував 2002 року виступами за другий склад клубу «Тулуза», в якій провів два сезони, взявши участь у 71 матчі чемпіонату. За основний склад зіграв лише раз, вийшовши 15 лютого 2004 на останні хвилини матчу кубку Франції проти аматорського клубу «Шильтігайм».
Протягом 2004—2007 років захищав кольори команди клубу «Луан-Кюїзо».
Своєю грою за останню команду привернув увагу представників тренерського штабу клубу «Гренобль», до складу якого приєднався 2007 року. Відіграв за команду з Гренобля наступні три сезони своєї ігрової кар'єри. Більшість часу, проведеного у складі «Гренобля», був основним гравцем команди.
2010 року уклав контракт з клубом «Лор'ян», у складі якого провів наступні три роки своєї кар'єри гравця.  Граючи у складі «Лор'яна» також здебільшого виходив на поле в основному складі команди.
З 2013 року три сезони захищав кольори команди клубу «Марсель». Тренерським штабом нового клубу також розглядався як гравець «основи».
Протягом 2016–2018 років грав у Греції за «Олімпіакос».
Повернувся до Франції влітку 2018 року, уклавши дворічний контракт з опцією подовження на ще один рік з клубом «Реймс».

## Виступи за збірну
2005 року дебютував в офіційних матчах у складі національної збірної Того.
У складі збірної був учасником Кубка африканських націй 2006 року в Єгипті, чемпіонату світу 2006 року у Німеччині, Кубка африканських націй 2010 року в Анголі, Кубка африканських націй 2013 року у ПАР, Кубка африканських націй 2017 року у Габоні.

## Титули і досягнення
- Чемпіон Греції (1):

Олімпіакос: 2016-17